# Jaume Duch i Guillot
Jaume Duch i Guillot (Barcelona 4 de febrer de 1962) és un advocat, periodista i polític català. Va ser el portaveu i director general de Comunicació del Parlament Europeu del 2017 fins a 2024, ja que va ser nomenat conseller del Departament d'Unió Europea i Acció Exterior de la Generalitat de Catalunya pel govern socialista d'Illa.
El 19 de març del 2018 va ser guardonat amb l'Orde d'Isabel la Catòlica i durant l'acte el president del Parlament Europeu Antonio Tajani va declarar que era «un català espanyol sense por de reconèixer-ho i sempre ha estat lleial a Catalunya i Espanya».

## Trajectòria
Va ser un dels líders de la Joventut Centrista de Catalunya (CC-UCD) entre 1980 i 1982 i va presentar-se amb aquest partit a les eleccions autonòmiques de 1980. És llicenciat en Dret i va exercir com a professor de Dret Internacional Públic a la Universitat de Barcelona (1986-1990). És funcionari de la Unió Europea des de 1990, quan va començar a treballar com a assistent de Concepció Ferrer, eurodiputada d'UDC. Amb anterioritat al càrrec que exerceix actualment, Duch va ser cap de premsa (1999-2006) i conseller de premsa de l'Oficina del llavors president del Parlament Europeu, José María Gil-Robles (1997-1999).
És autor de publicacions, articles i comunicacions sobre qüestions relatives a les institucions de la Unió Europea, al dret comunitari i a la comunicació europea. A més, exerceix com a ponent en diverses jornades d'estudis, conferències i seminaris. Des de juny de 2014 és membre del Consell consultiu de la Fondation Jean Monnet, amb seu a Lausanne (Suïssa).
Com a portaveu de l'Eurocambra, Duch Guillot respon davant els mitjans de comunicació acreditats a Brussel·les sobre matèries referents al Parlament Europeu com a institució. Normalment, dirigeix les rodes de premsa sobre les activitats que realitza l'Eurocambra, és l'encarregat de gestionar possibles crisis de comunicació i donar suport al president del Parlament Europeu quant a les seves relacions amb els mitjans de comunicació. L'octubre de 2014, el Col·legi de Periodistes de Catalunya li atorgà el premi al Millor Portaveu (2013) per la seva tasca al Parlament Europeu.
El desembre de 2016 la Mesa del Parlament Europeu va aprovar, per unanimitat, la proposta del secretari general de la Institució de nomenar Duch com a director general de Comunicació del Parlament. L'òrgan de direcció del Parlament va decidir així mateix que continués desenvolupant les funcions de portaveu de la institució.
El 12 d'agost de 2024 deixa el càrrec de portaveu i director general de Comunicació del Parlament Europeu al ser nomenat conseller del Departament d'Unió Europea i Acció Exterior de la Generalitat de Catalunya pel govern socialista d'Illa.

## Polèmica
En alguns casos s'ha considerat que l'actual portaveu del Parlament Europeu actuava com "un peó al servei d'Espanya contra l'independentisme" arran de diversos incidents com ara la transcripció i traducció interessada feta pel servei de traducció a l'espanyol de l'Eurocambra o anteriorment amb l'amenaça d'expulsar Catalunya de la Unió Europea si es feia independent.
Durant una trobada amb la premsa al CIDOB el 6 de juny del 2019, contràriament als testimonis del periodista francès Jean Quatremer, d'Aleix Sarri, o la carta de Jordi Cañas, Jaume Duch va negar que no s'hagués deixat entrar Carles Puigdemont i Toni Comín al Parlament Europeu al·legant que simplement se’ls havia rebutjat l'acreditació.